# DNS sobre HTTPS

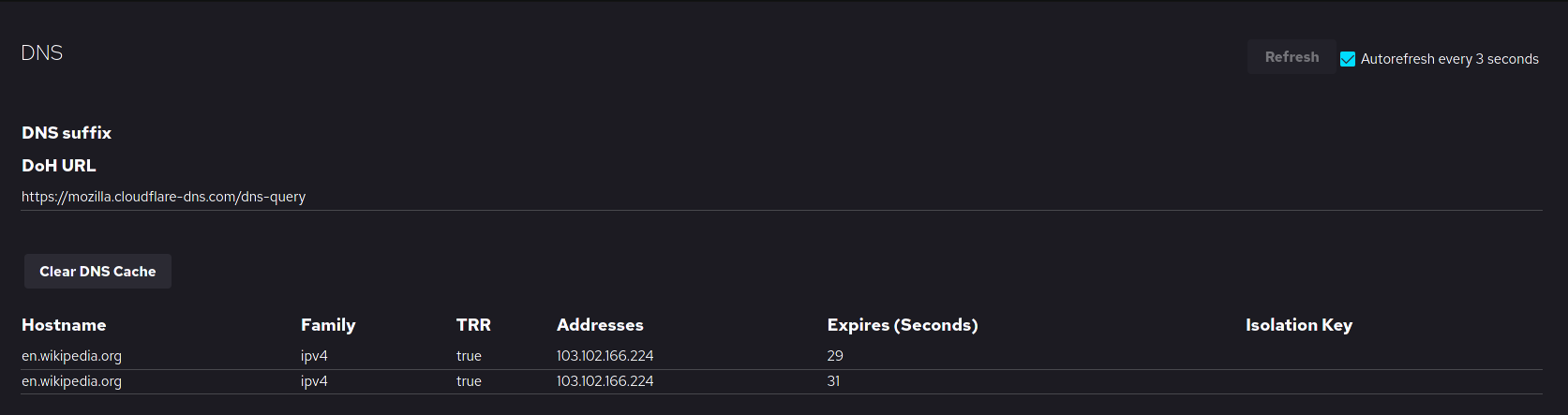
Informações do protocolo de DNS sobre HTTPS exibidas no sistema Firefox 89.

DNS sobre HTTPS (do inglês DNS over HTTPS ou somente a sigla DoH) é um protocolo que executa a resolução remota do Sistema de Nomes de Domínio (DNS) através do protocolo HTTPS. O DNS sobre HTTPS foi padronizado em 19 de outubro de 2018 e seu objetivo é aumentar a privacidade e a segurança do usuário, evitando a interceptação e a manipulação dos dados DNS por ataques man-in-the-middle. 
Além de melhorar a segurança, outro objetivo do DNS sobre HTTPS, é melhorar o desempenho: testar os resolvedores DNS dos ISPs. Testes feitos nos resolvedores DNS dos ISPs mostraram que em muitos casos, o tempo de resposta é surpreendentemente lento, um problema que pode ser multiplicado ainda mais pela necessidade de resolver muitos endereços para entrega de um único serviço, como um carregamento de página web.

## Diferenças em relação a outros protocolos
Por padrão, as resoluções DNS são transmitidas sem criptografia usando o protocolo UDP . Existem atualmente três opções que implementam a criptografia sobre as resoluções DNS: DNS sobre HTTPS (DoH), DNS sobre TLS (DoT) e DNSCrypt. O DNS sobre TLS envia solicitações DNS habitual em um túnel TLS, enquanto o DNS sobre HTTPS estabelece uma conexão HTTPS para ele. O DNSCrypt , também fornece criptografia e autenticação para a resolução DNS, mas, é baseada em seu próprio protocolo, que ainda não foi proposto como Request for Comments (RFC) para padronização pela Internet Engineering Task Force (IETF). 

## Implementações
A Mozilla foi a organização que foi pioneira na criação de DoH junto com o Cloudflare. Desde a versão 60, o navegador web Mozilla Firefox contém a opção de habilitar o DNS sobre HTTPS como uma função experimental. A Mozilla, em cooperação com a Cloudflare, fornece um servidor DNS (DoH) que atende à requisitos rígidos de privacidade.
Atualmente, os principais provedores de navegadores web têm planos de oferecer suporte ao DNS sobre HTTPS (ou DoH), apesar da oposição dos ISPs e fornecedores de segurança Cibernética.
Como exemplo de oposição ao protocolo DoH, a associação de fornecedores de serviços de Internet no Reino Unido (ISPAUK), indicaram a Mozilla para o prêmio de “Vilão da Internet”, por causa do suporte ao protocolo DNS sobre HTTPS (DoH) em seu navegador web, Firefox.

## Servidores DNS públicos usando DNS sobre HTTPS
As implementações de servidores DNS sobre HTTPS já estão disponíveis gratuitamente por alguns provedores públicos de DNS.    
- AdGuard

Servidor Primário (IPv4) 176.103.130.132
Servidor Secundário (IPv4) 176.103.130.134
Servidor Primário (IPv6) 2a00:5a60::ad1:0ff
Servidor Secundário (IPv6) 2a00:5a60::ad2:0ff
- Cloudflare

Servidores sem censura (sem filtros)
Servidor primário (IPv4) 1.1.1.1
Servidor secundário (IPv4) 1.0.0.1
Servidor Primário (IPv6) 2606:4700:4700::1111
Servidor Secundário (IPv6) 2606:4700:4700::1001
Bloqueia Domínios Maliciosos (Malware e Phishing)
Servidor Primário (IPv4) 1.1.1.2
Servidor Secundário (IPv4) 1.0.0.2
Servidor Primário (IPv6) 2606:4700:4700::1112
Servidor Secundário (IPv6) 2606:4700:4700::1002
Bloqueia Malware e Pornografia (Conteúdo Adulto Explícito)
Servidor Primário (IPv4) 1.1.1.3
Servidor Secundário (IPv4) 1.0.0.3
Servidor Primário (IPv6) 2606:4700:4700::1113
Servidor Secundário (IPv6) 2606:4700:4700::1003
- Cisco Umbrella/OpenDNS

Servidor Primário (IPv4) 208.67.222.222
Servidor Secundário (IPv4) 208.67.220.220
Servidor Primário (IPv6) 2620:119:35::35
Servidor Secundário (IPv6) 2620:119:53::53
- CleanBrowsing

Bloqueia Domínios Maliciosos (Phishing e Malware)
Servidor Primário (IPv4) 185.228.168.9
Servidor Secundário (IPv4) 185.228.169.9
Servidor Primário (IPv6) 2a0d:2a00:1::2
Servidor Secundário (IPv6) 2a0d:2a00:2::2
Bloqueia Pornografia (Conteúdo Adulto Explícito)
Servidor Primário (IPv4) 185.228.168.10
Servidor Secundário (IPv4) 185.228.169.11
Servidor Primário (IPv6) 2a0d:2a00:1::1
Servidor Secundário (IPv6) 2a0d:2a00:2::1
Bloqueia Conteúdo Misto (Filtro para Família)
Servidor Primário (IPv4) 185.228.168.168
Servidor Secundário (IPv4) 185.228.169.168
Servidor Primário (IPv6) 2a0d:2a00:1::
Servidor Secundário (IPv6) 2a0d:2a00:2::
- Digitale Gesellschaft

Servidor Primário (IPv4) 185.95.218.42
Servidor Secundário (IPv4) 185.95.218.43
Servidor Primário (IPv6) 2a05:fc84::42
Servidor Secundário (IPv6) 2a05:fc84::43
- DNSWatch

Servidor Primário (IPv4) 84.200.69.80
Servidor Secundário (IPv4) 84.200.70.40
Servidor Primário (IPv6) 2001:1608:10:25::1c04:b12f
Servidor Secundário (IPv6) 2001:1608:10:25::9249:d69b
- Google Public DNS

Servidor primário (IPv4) 8.8.8.8
Servidor secundário (IPv4) 8.8.4.4
Servidor Primário (IPv6) 2001:4860:4860::8888
Servidor Secundário (IPv6) 2001:4860:4860::8844
- IBM Quad9

Servidor primário (IPv4) 9.9.9.9
Servidor secundário (IPv4) 149.112.112.112
Servidor Primário (IPv6) 2620:fe::fe
Servidor Secundário (IPv6) 2620:fe::9
- UncensoredDNS

Servidor primário (IPv4) 91.239.100.100
Servidor secundário (IPv4) 89.233.43.71
Servidor Primário (IPv6) 2001:67c:28a4::
Servidor Secundário (IPv6) 2a01:3a0:53:53::

## Resolvedores DNS encriptados que executam DNS sobre HTTPS
Estas são as URLs dos resolvedores que executam o protocolo DoH por padrão. Deve-se notar que utilizar um resolvedor DNS encriptado não irá torná-lo anônimo, nem esconderá seu tráfego de Internet do seu Provedor de internet ou ISP.
Estes endereços podem ser utilizados facilmente no navegador web Mozilla Firefox (com suporte desde a versão 62), seguindo estes passos:
Preferências (Opções) -> Geral -> Configurações de Rede -> Configurar Conexão. Siga até, "Ativar DNS Sobre HTTPS". Por padrão, o Mozilla Firefox utiliza os servidores Cloudflare, mas é possível utilizar resolvedores personalizados, como os listados a seguir;   
- AdGuard

https://dns.adguard.com/dns-query (Chipre)
- Cloudflare

https://cloudflare-dns.com/dns-query (Estados Unidos)
- Google

https://dns.google/dns-query (Estados Unidos)
- IBM Quad9

https://dns.quad9.net/dns-query (Estados Unidos)
- Rubyfish

https://dns.rubyfish.cn/dns-query (China)
- Australian DNS Resolver (Seby)

https://doh-2.seby.io/dns-query (Austrália)
- Ibuki CGNAT

https://ibuki.cgnat.net/dns-query (Brasil)
- PowerDNS

https://doh.powerdns.org/ (Países Baixos)
- SecureDNS

https://ads-doh.securedns.eu/dns-query (Países Baixos)
- NixNet

https://uncensored.any.dns.nixnet.xyz/dns-query (Estados Unidos)
- BlahDNS

https://doh-de.blahdns.com/dns-query (Alemanha)
https://doh-jp.blahdns.com/dns-query (Japão)
https://doh-fi.blahdns.com/dns-query (Finlândia)
- DNSWarden

https://ecs-doh.dnswarden.com/uncensored-ecs (Alemanha)
- CZ.NIC

https://odvr.nic.cz/doh (República Checa)
- Foundation for Applied Privacy

https://doh.applied-privacy.net/query (Áustria)
- CleanBrowsing

https://doh.cleanbrowsing.org/doh/security-filter/ Filtro de Segurança (Estados Unidos)
https://doh.cleanbrowsing.org/doh/family-filter/ Filtro para Família (Estados Unidos)
https://doh.cleanbrowsing.org/doh/adult-filter/ Filtra Pornografia (Estados Unidos)
- Digitale Gesellschaft

dns.digitale-gesellschaft.ch/dns-query (Suíça)
- Cisco Umbrella/OpenDNS

https://doh.opendns.com/dns-query (Estados Unidos)
- LibreDNS

https://doh.libredns.gr/dns-query (Alemanha)
- Snopyta

https://fi.doh.dns.snopyta.org/dns-query  (Finlândia)